# Selbstschutz Oberschlesien
Selbstschutz Oberschlesien var en tysk paramilitär frikår som kämpade mot polska revoltörer under det tredje schlesiska upproret år 1921. Polackerna ämnade annektera området Oberschlesien från Tyskland. Blodiga strider rasade och konflikten fick lösas av Nationernas Förbund; Oberschlesien kom att delas mellan de stridande parterna.